# The Serpent & the Sphere
Albums de Agalloch
Marrow of the Spirit
(2010)
The Serpent & the Sphere est le cinquième album studio du groupe américain Agalloch, sorti le 13 mai 2014.

## Liste des titres
| 1.    | Birth and Death of the Pillars of Creation | 10:28 |
| 2.    | (serpens caput)                            | 3:06  |
| 3.    | The Astral Dialogue                        | 5:11  |
| 4.    | Dark Matter Gods                           | 8:36  |
| 5.    | Celestial Effigy                           | 6:59  |
| 6.    | Cor Serpentis (the sphere)                 | 2:58  |
| 7.    | Vales Beyond Dimension                     | 6:48  |
| 8.    | Plateau of the Ages                        | 12:26 |
| 9.    | (serpens cauda)                            | 3:12  |
| 59:44 |                                            |       |

## Crédits
- John Haughm – guitare, chant
- Don Anderson – guitare, clavier
- Jason William Walton – basse
- Aesop Dekker – batterie